# Europese kampioenschappen wielrennen 2017
De Europese kampioenschappen wielrennen 2017 waren de 23e editie van de Europese kampioenschappen wielrennen die georganiseerd werden door de Union Européenne de Cyclisme (UEC). Ze werden van woensdag 2 tot en met zondag 6 augustus 2017 gehouden in en rond Herning (Denemarken). Het was het 21e kampioenschap met tijdrit, het 13e kampioenschap voor junioren en het tweede Europees kampioenschap voor elite mannen en vrouwen.

## Wedstrijdschema
De wedstrijden voor vrouwen elite en beloften werden gezamenlijk gehouden.
| Discipline | Datum                | Tijd   | Categorie        | Afstand       |
| ---------- | -------------------- | ------ | ---------------- | ------------- |
| Tijdrit    | Woensdag 2 augustus  | 10:30u | Vrouwen junioren | 18,2 km       |
| Tijdrit    | Woensdag 2 augustus  | 12:45u | Mannen junioren  | 31,5 km       |
| Tijdrit    | Woensdag 2 augustus  | 15:15u | Vrouwen beloften | 31,5 km       |
| Tijdrit    | Donderdag 3 augustus | 9:30u  | Vrouwen elite    | 31,5 km       |
| Tijdrit    | Donderdag 3 augustus | 12:15u | Mannen beloften  | 31,5 km       |
| Tijdrit    | Donderdag 3 augustus | 15:00u | Mannen elite     | 46,0 km       |
| Wegrit     | Vrijdag 4 augustus   | 9:00u  | Vrouwen junioren | 60,3 km (3)   |
| Wegrit     | Vrijdag 4 augustus   | 12:00u | Vrouwen beloften | 100,5 km (5)  |
| Wegrit     | Vrijdag 4 augustus   | 16:00u | Mannen junioren  | 120,6 km (6)  |
| Wegrit     | Zaterdag 5 augustus  | 9:00u  | Mannen beloften  | 160,8 km (8)  |
| Wegrit     | Zaterdag 5 augustus  | 14:00u | Vrouwen elite    | 120,6 km (6)  |
| Wegrit     | Zondag 6 augustus    | 11:00u | Mannen elite     | 241,2 km (12) |

## Medaillewinnaars

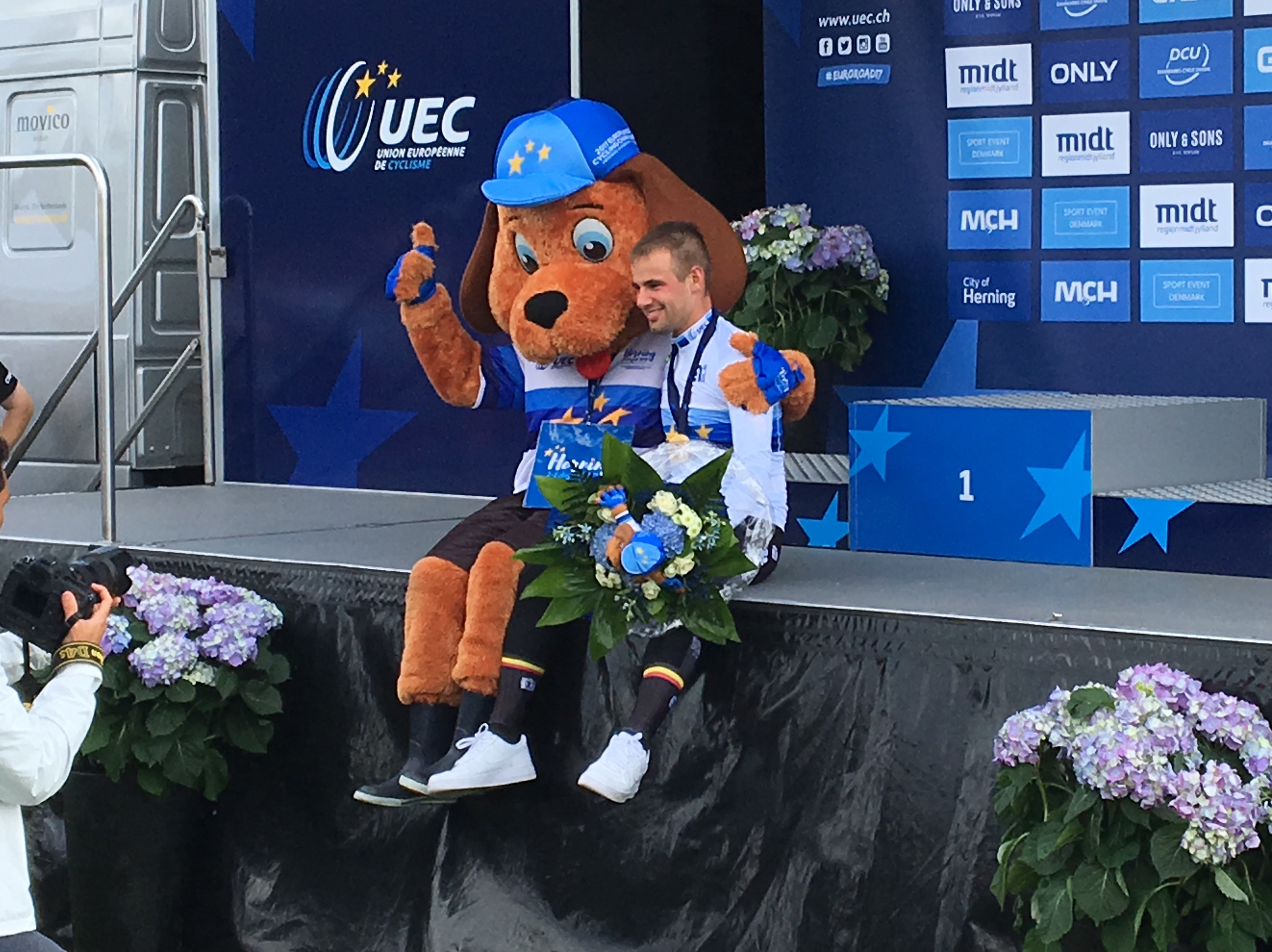
Victor Campenaerts met de mascotte van het Europese kampioenschap wielrennen na winst in de tijdrit voor mannen elite.

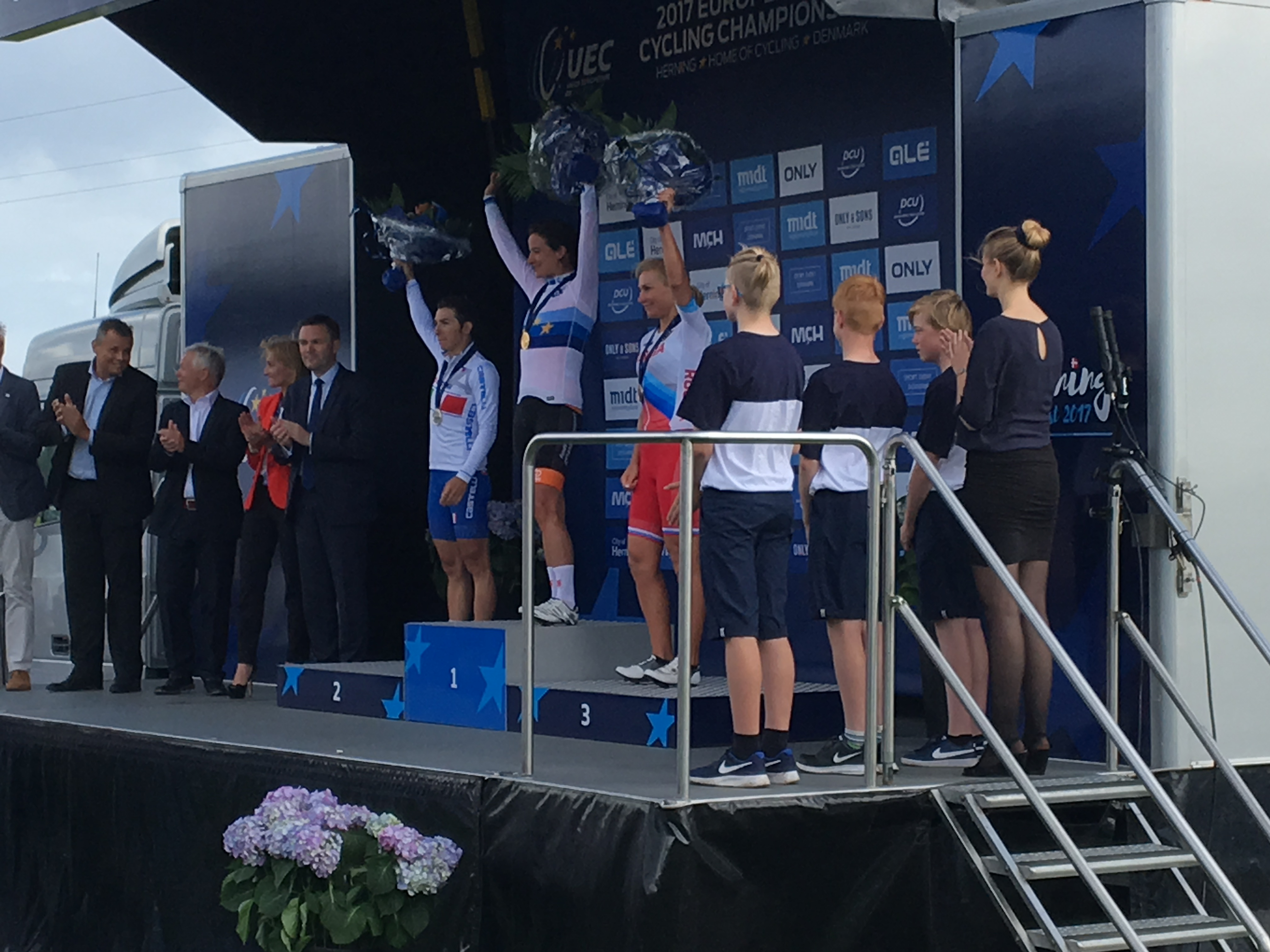
Marianne Vos won de wegwedstrijd voor vrouwen elite.

| Mannen elite     | Goud               | Zilver                | Brons                |
| ---------------- | ------------------ | --------------------- | -------------------- |
| Wegrit           | Alexander Kristoff | Elia Viviani          | Moreno Hofland       |
| Tijdrit          | Victor Campenaerts | Maciej Bodnar         | Ryan Mullen          |
| Vrouwen elite    | Goud               | Zilver                | Brons                |
| Wegrit           | Marianne Vos       | Giorgia Bronzini      | Olga Zabelinskaya    |
| Tijdrit          | Ellen van Dijk     | Ann-Sophie Duyck      | Anna van der Breggen |
| Mannen beloften  | Goud               | Zilver                | Brons                |
| Wegrit           | Casper Pedersen    | Benoit Cosnefroy      | Marc Hirschi         |
| Tijdrit          | Kasper Asgreen     | Mikkel Bjerg          | Corentin Ermenault   |
| Vrouwen beloften | Goud               | Zilver                | Brons                |
| Wegrit           | Pernille Mathiesen | Susanne Andersen      | Alice Barnes         |
| Tijdrit          | Pernille Mathiesen | Cecilie Uttrup Ludwig | Lisa Klein           |
| Mannen junioren  | Goud               | Zilver                | Brons                |
| Wegrit           | Michele Gazzoli    | Søren Wærenskjold     | Niklas Märkl         |
| Tijdrit          | Andreas Leknessund | Julius Johansen       | Sébastien Grignard   |
| Vrouwen junioren | Goud               | Zilver                | Brons                |
| Wegrit           | Lorena Wiebes      | Emma Norsgaard        | Letizia Paternoster  |
| Tijdrit          | Elena Pirrone      | Letizia Paternoster   | Emma Norsgaard       |

## Medaillespiegel
| #      | Land                | Goud | Zilver | Brons | Totaal |
| ------ | ------------------- | ---- | ------ | ----- | ------ |
| 1      | Denemarken          | 4    | 4      | 1     | 9      |
| 2      | Nederland           | 3    | 0      | 2     | 5      |
| 3      | Italië              | 2    | 3      | 1     | 6      |
| 4      | Noorwegen           | 2    | 2      | 0     | 4      |
| 5      | België              | 1    | 1      | 1     | 3      |
| 6      | Frankrijk           | 0    | 1      | 1     | 2      |
| 7      | Polen               | 0    | 1      | 0     | 1      |
| 8      | Duitsland           | 0    | 0      | 2     | 2      |
| 9      | Ierland             | 0    | 0      | 1     | 1      |
| 9      | Rusland             | 0    | 0      | 1     | 1      |
| 9      | Verenigd Koninkrijk | 0    | 0      | 1     | 1      |
| 9      | Zwitserland         | 0    | 0      | 1     | 1      |
| Totaal | Totaal              | 12   | 12     | 12    | 36     |